# Markermeer
Markermeer – jezioro w Holandii o powierzchni ok. 700 km² i średniej głębokości 3–4 m, leżące pomiędzy prowincjami: Holandią Północną, Flevoland i jeziorem IJsselmeer. Nazwa jeziora pochodzi od dawnej wyspy, obecnie półwyspu Marken.
Jezioro Markermeer było pierwotnie częścią zatoki Zuiderzee, która po wybudowaniu tamy Afsluitdijk stała się jeziorem IJsselmeer. W 1976 zakończono budowę kolejnej tamy Houtribdijk (obecnie zwanej Markerwaarddijk), która przebiega pomiędzy Enkhuizen a Lelystad. Południowa część IJsselmeer stała się odrębnym jeziorem, które nazwano Markermeer.

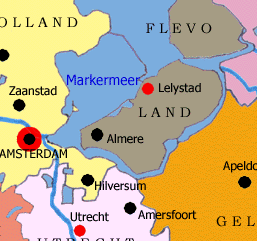
Markermeer na mapie